# 巴德加姆縣
巴德加姆縣是印度的一個縣，位於該國北部，由查谟和克什米尔負責管轄，面積1,370平方公里，識字率為57.98%，2011年人口735,753，人口密度每平方公里537人。

## 外部連結
- List of places in Badgam （页面存档备份，存于）
- Risingkashmir.in （页面存档备份，存于）
- Greaterkashmir.com （页面存档备份，存于）
- Kashmirtimes.com （页面存档备份，存于）
- Taghribnews.com （页面存档备份，存于）
- Kashmirwatch.com
- Kashmirmonitor.org
- Taghribnews.com （页面存档备份，存于）